# CG 1000
Les CG 1000 (type A1000) sont des automobiles sportives fabriquées par le carrossier français Chappe Frères et Gessalin (ayant constitué pour l’occasion les Automobiles CG) de mai 1966 jusqu'à 1969. Elles sont aussi connues sous les noms de CG Spider 1000, CG Sport 1000, CG Spider 1000 S et CG Coupé 1000 S.

## Description
La CG type A1000 est présentée pour la première fois au Salon de l’Automobile de Paris d’octobre 1966 sous l’appellation de « Spider 1000 ». Il s’agit d’un spider 2+2 à la carrosserie originale et au châssis spécifique reprenant les éléments mécaniques du Simca 1000 coupé.
Le châssis est constitué d’une poutre centrale reliant le train avant à la traverse arrière supportant la boîte de vitesses et le train arrière. Cette architecture a déjà été éprouvée par Chappe et Gessalin lors de la construction de l’Alpine A108. Le châssis est renforcé par des caissons latéraux et un plancher acier soudé et prolongé à l’arrière par des longerons où est fixée la traverse moteur d’origine Simca.
La carrosserie est réalisée entièrement en résine polyester armée de fibre de verre et moulée en plusieurs parties assemblées sur le châssis. Elle reprend le pare-brise du Simca 1000 coupé. Les phares sont carénés derrière des globes plastiques et la voiture est équipée de pare-chocs en aluminium moulé. Un volumineux bossage sur le capot moteur permet de loger le filtre à air et sera spécifique aux CG 1000.
La mécanique empruntée au coupé Simca 1000 est un « moteur Poissy » 4 cylindres en ligne de 944 cm3 à cinq paliers de 40 chevaux, placé en porte-à-faux arrière. La boîte de vitesses, de la même origine, est à quatre rapports et marche arrière. Si le modèle présenté reprend les freins de la Simca 1000, celui des véhicules construits par la suite empruntent les quatre freins à disques du coupé Simca 1000.
L’intérieur particulièrement soigné est composé de l’armature des sièges avant Simca et de garnitures spécifiques. Seule la casquette du tableau de bord provient du coupé Simca 1000 dessiné par Bertone. L’instrumentation est des plus complètes et les vitres latérales sont totalement escamotables dans les portières.

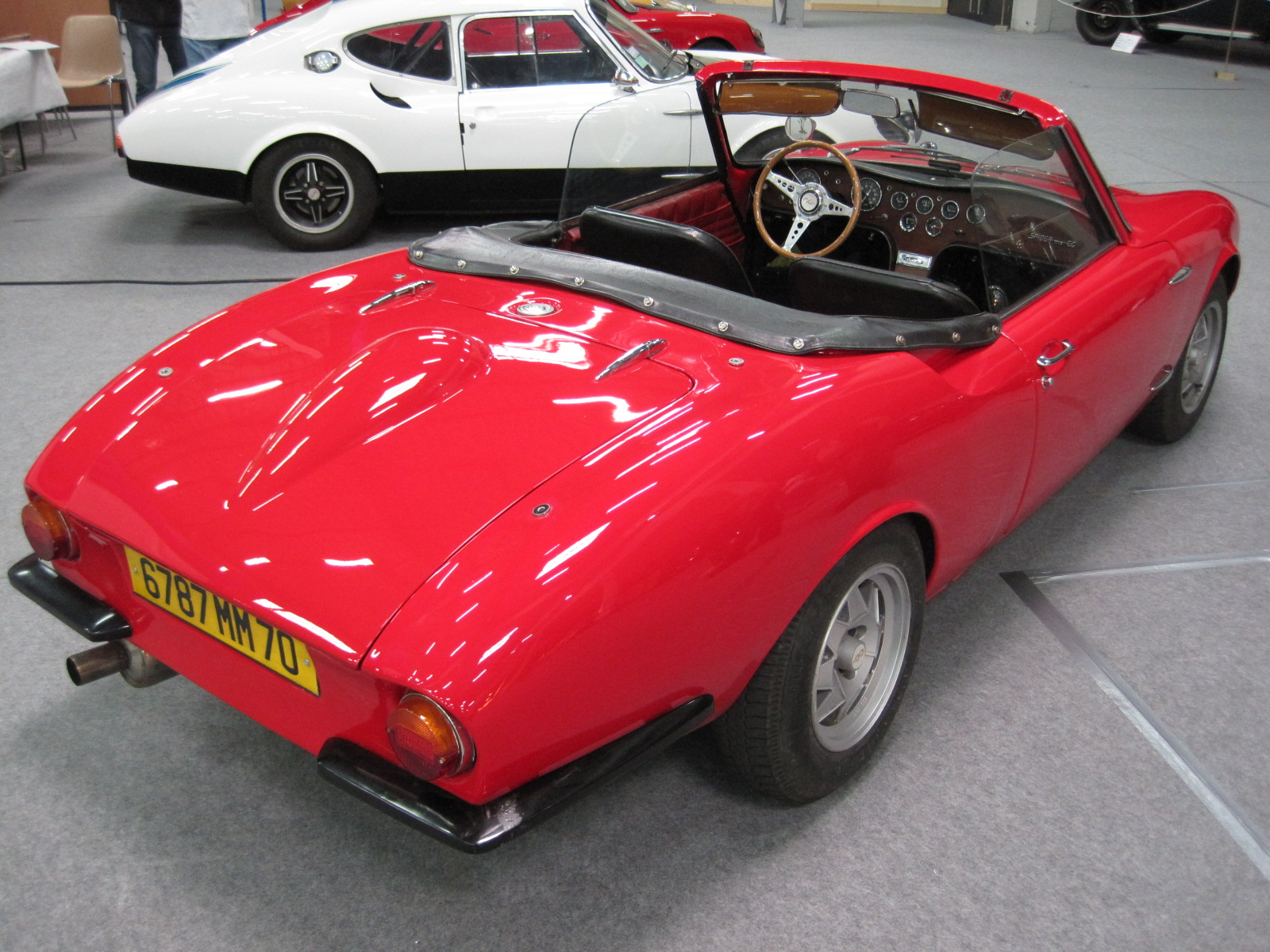
Vue arrière d'un CG Spider 1000.
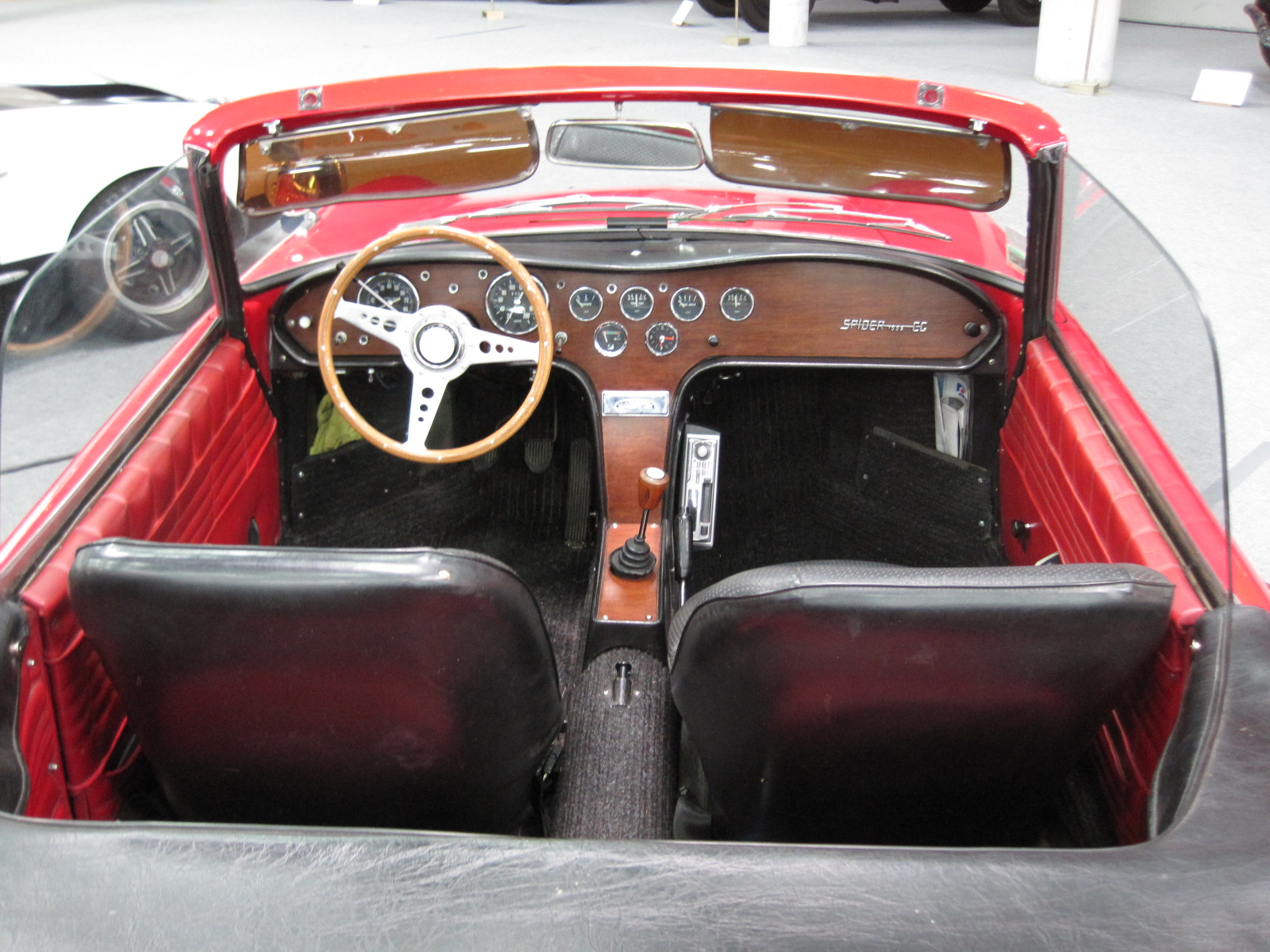
Intérieur d'un CG Spider 1000.

## Évolution des modèles
Espérant concurrencer les petits cabriolets anglais et italiens, le Spider 1000 reçoit un accueil des plus mitigés. Si tout le monde s’accorde à souligner les lignes particulièrement réussies et la finition de la voiture, on déplore cependant les modestes performances même si le poids plume de la voiture lui permet d’atteindre un honorable 160 km/h.
C’est surtout le prix de vente de la voiture en rapport de ses prestations qui est critiqué et elle est jugée trop « féminine ». Bien plus chère que la concurrence, avec 16 800 F elle atteint le prix d’une Matra-Bonnet Djet autrement performante. En réaction un hard-top est mis en chantier afin de livrer la voiture en deux versions à l’instar des Renault Caravelle et Floride. Cela permet de proposer un spider CG avec un hard top amovible mais sans capote qui est un des éléments les plus chers à fabriquer. Tout au long de l’année des simplifications vont être trouvées permettant d’abaisser le prix de la voiture.
Pour les modèles 1968, ce sont ainsi trois versions qui sont proposées à la vente. Le Spider 1000 devient le « Spider Convertible » aux côtés du « Spider avec hard top amovible » et du « Sport 1000 ». Ce dernier tout en préfigurant les futurs modèles de la marque est une version dépouillée au look plus agressif. Le hard top le transforme en coupé et les glaces latérales sont remplacées par des glaces coulissantes à la manière de celles de la Citroën Ami 6. Du coup, la garniture des portières fait place à un vaste vide-poche traversé par une simple tirette agissant directement sur le mécanisme d’ouverture de ces dernières. Les sièges sont remplacés par des baquets en fibre de verre, beaucoup plus légers et moins chers à produire. Le tableau de bord est recouvert d’une simple peinture noire vermiculée, qui deviendra celle de toutes les CG suivantes. À l’extérieur, les pare-chocs ainsi que les enjoliveurs de roue disparaissent et, en option, deux projecteurs longues portées sont intégrés au museau de la voiture.
Toujours dans un souci de performances, Chappe et Gessalin présente des modifications de moteur réalisées par le préparateur aveyronnais, Michel Tapie, permettant d’en augmenter notablement la puissance. Mais ce qui réduit le prix d'un côté l'augmente de l'autre, et le CG n'arrive toujours pas à se faire une place.
La Sport 1000, moins chère, supplante peu à peu le Spider 1000 dont la production va cesser mi-1968. C’est au cours de cette même année que Simca propose à CG une nouvelle motorisation. Un 1 118 cm3 de 49 ch dérivé du moteur de la Simca 1100 qui équipe la Simca 1000 Spécial. Les derniers CG type A1000 seront donc des « Coupé 1000 S » équipés du moteur de la Simca 1000 Spécial. Ils vont rapidement laisser la place au seul modèle 1200 S lancé en même temps que la motorisation 1000 Spécial.
On estime à moins de trente exemplaires la production totale des CG type A1000.